# アルランド
アルランド （Arlempdes）は、フランス、オーヴェルニュ＝ローヌ＝アルプ地域圏、オート＝ロワール県のコミューン。

## 地理
アルランドはル・ピュイ＝アン＝ヴレの南東27kmのところにある。村は主にその壮大で地理的な位置と、かつて男爵領であった同じ名前の城で知られている。水源からおよそ30kmの位置にある、ロワール川渓谷の底に村が肩を寄せ合っている。火山性の岩脈である岩のてっぺんには、100m下のロワール川を見下ろす城跡が鎮座している。
景観は、時には列柱が並ぶ、見事な玄武岩質の山が低地を見下ろすものである。これは、かつてこの地方で火山活動が活発であった証拠である。
アルランドは1300ヘクタールの面積を持ち、12箇所の村落や集落が分散して1つのコミューンを形成する。村落単体の人口はわずかである。ここは古くてもよく手入れが行き届いた民家がある。
村は、サンテティエンヌで南フランスに接続される国道88号線から7kmの位置にある。

## 歴史

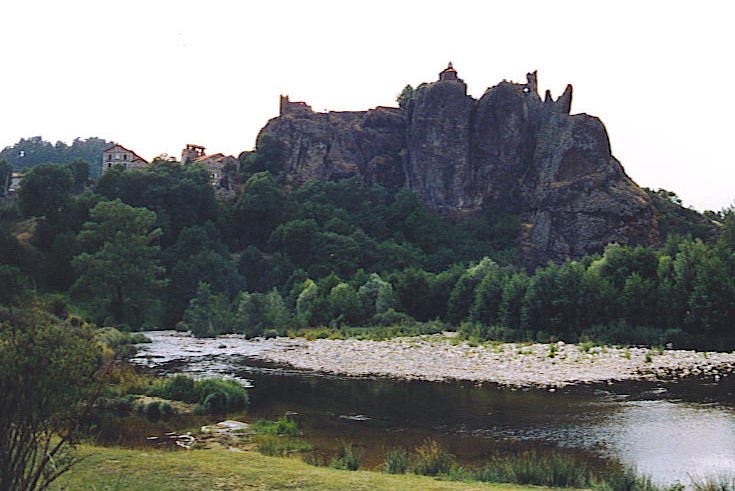
岩の上の城

アルランドの町はロワール川の蛇行部分を見下ろす位置を占め、複数の谷の間の『錠前』として機能する。従って、自然とこの位置は信仰を集める土地に選ばれ、そのために名前がアルランドとなった。ガリア語のAr(e)-nemetonとは『聖なる土地』（もしくは儀場）を意味した。宗教的な土地であると同時に軍事的な要所であった。
中世初期から、アルランドの岩脈には人が定住していた。サン・ジャック礼拝堂は実際11世紀か12世紀に建設され、そこにはかつて先行して古い礼拝堂があった。ここは住民たちが恒久的に定住するための基盤となった。
城は、1267年のローマ教皇クレメンス4世の教書の中で初めて言及されている。城は12世紀から16世紀まで、多くの変更が加えられ建設されていった。廃墟となったが、地形を利用して城や礼拝堂が岩の上に建てられた。従って、封建時代の要塞としての歴史的な設計図はない。城を囲む城壁は高さ80ｍの火山性の玄武岩の岩壁につながり、外から上って侵入するのはほぼ不可能である。アルランド城の機能は、城北側との往来を保護することにあり、多くの野望の対象となってきた。
16世紀まで、地方の様々な領主家系が城を支配してきた。この中には、オーヴェルニュ南部じゅうに強い力を持っていたモンロール家、ミラベル家が含まれる。1450年、城の継承者であるモンロール男爵の娘はシャルル・ド・ポワティエと結婚した。やがて城がディアーヌ・ド・ポワティエの財産となると、城の壁には彼女の紋章が刻まれた。彼女が支配者であった頃に風格のある住宅が建設されている。その後、要塞に駐屯する守備隊は地元貴族ゴイス家が再び監督するようになり、王軍の1つとして機能した。
ゴイス家は徐々に城に手を入れなくなっていき、フランス革命直前には完全に放棄された状態となっていた。戦略的な関心が薄れてしまったのである。城はその後崩壊して廃墟となり、人々は残った石材を建設資材として再利用した。1963年、ゴイス家の末裔と愛好家たちが共同で城跡を購入し、修復事業を始めた。

## 経済
村は主に観光業で成り立っている。4軒の田舎家やレストランをそなえたホテルが1軒あり、観光客を迎えてくれる。コミューン内の村落では農業が行われる。村には18軒の農場があるが、そこでは主に牛乳が生産される。

## 人口統計
| 1962年 | 1968年 | 1975年 | 1982年 | 1990年 | 1999年 | 2006年 | 2012年 |
| ------ | ------ | ------ | ------ | ------ | ------ | ------ | ------ |
| 270    | 211    | 220    | 182    | 142    | 114    | 129    | 133    |

source=1999年までLdh/EHESS/Cassini、2004年以降INSEE

## 史跡
- サン・ピエール教会 - ロマネスク様式
- 石造の十字架 - 15世紀
- ポテルヌ - 古い門

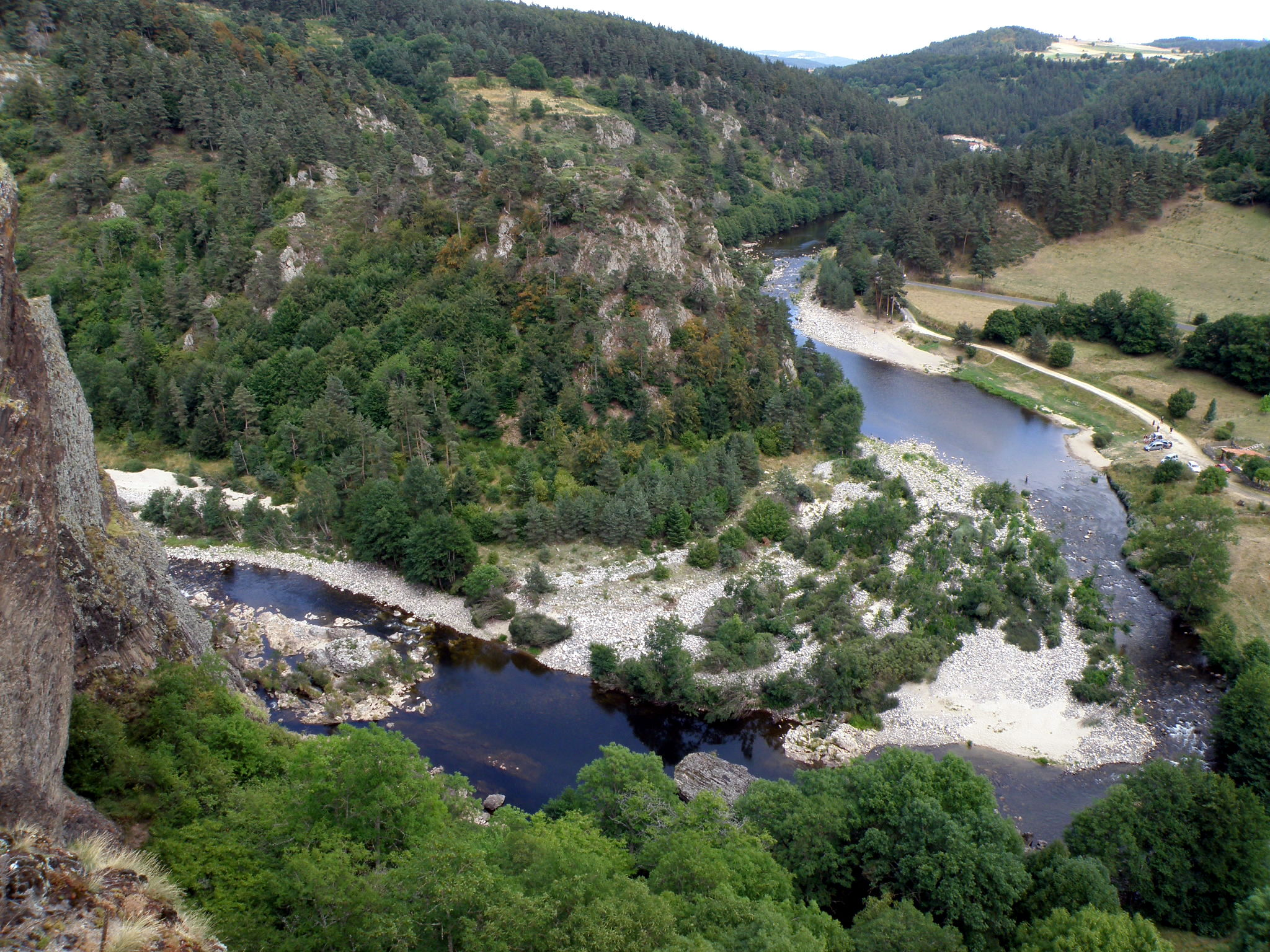
城からロワールを見下ろす
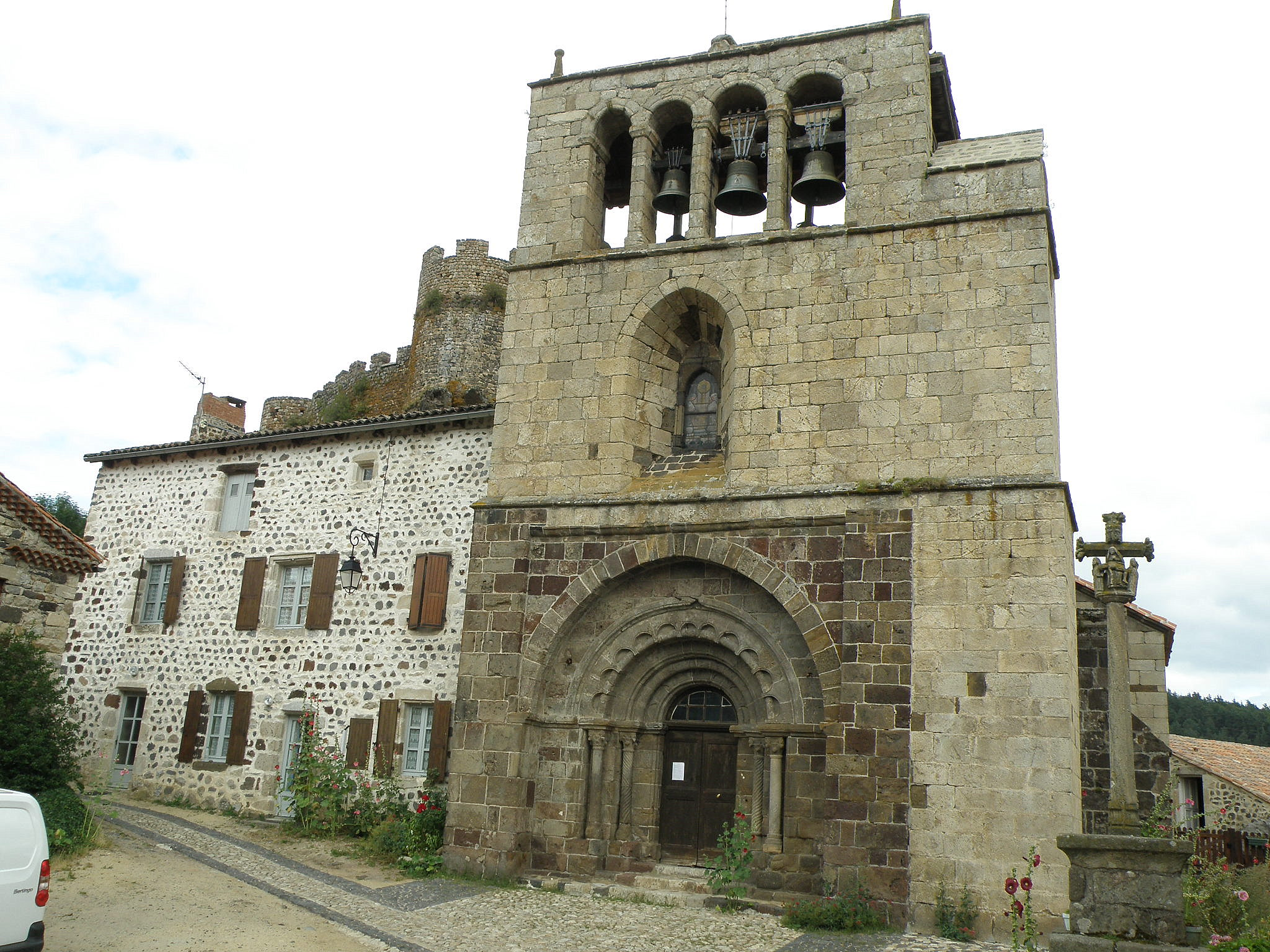
教会
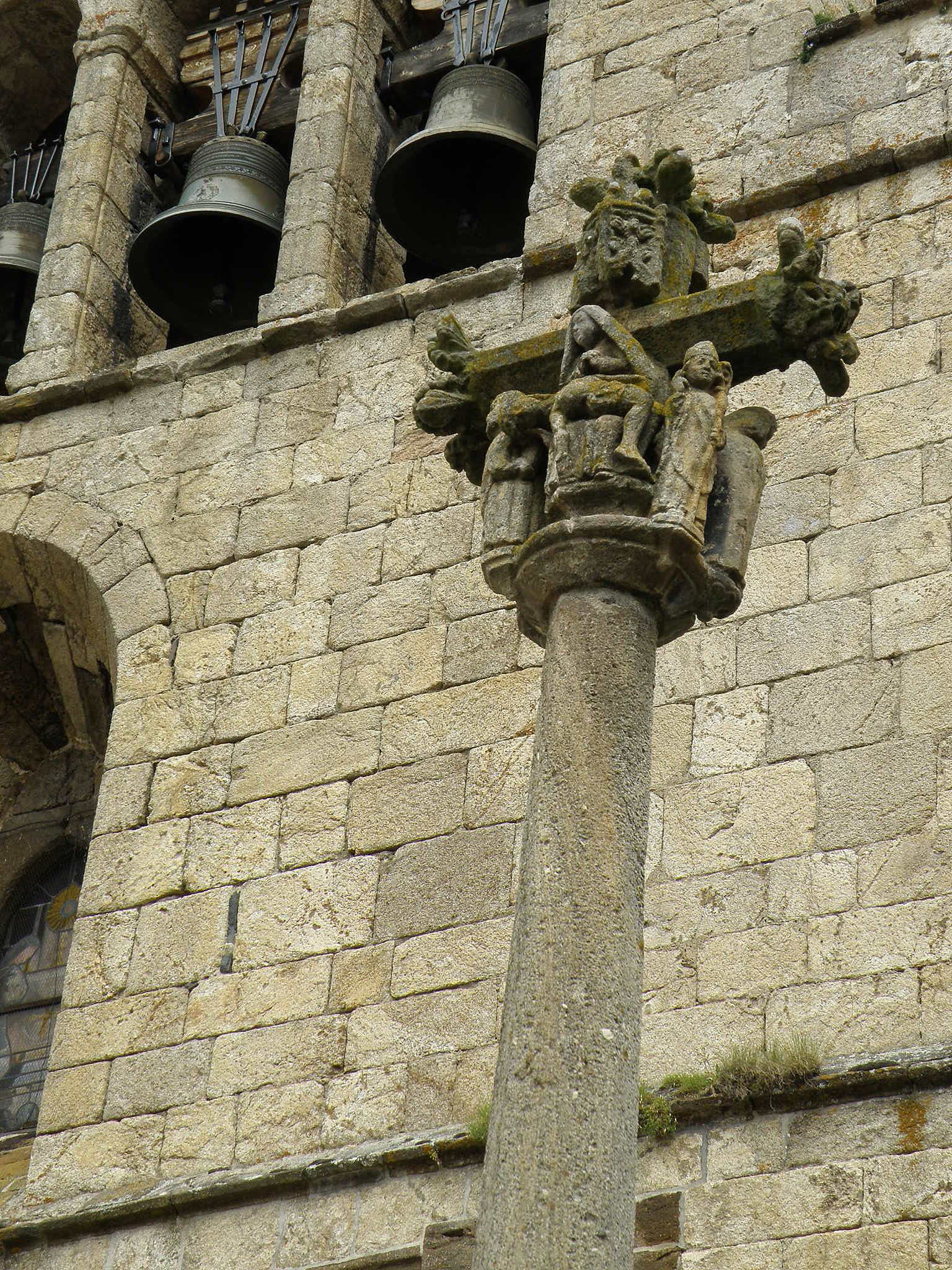
十字架
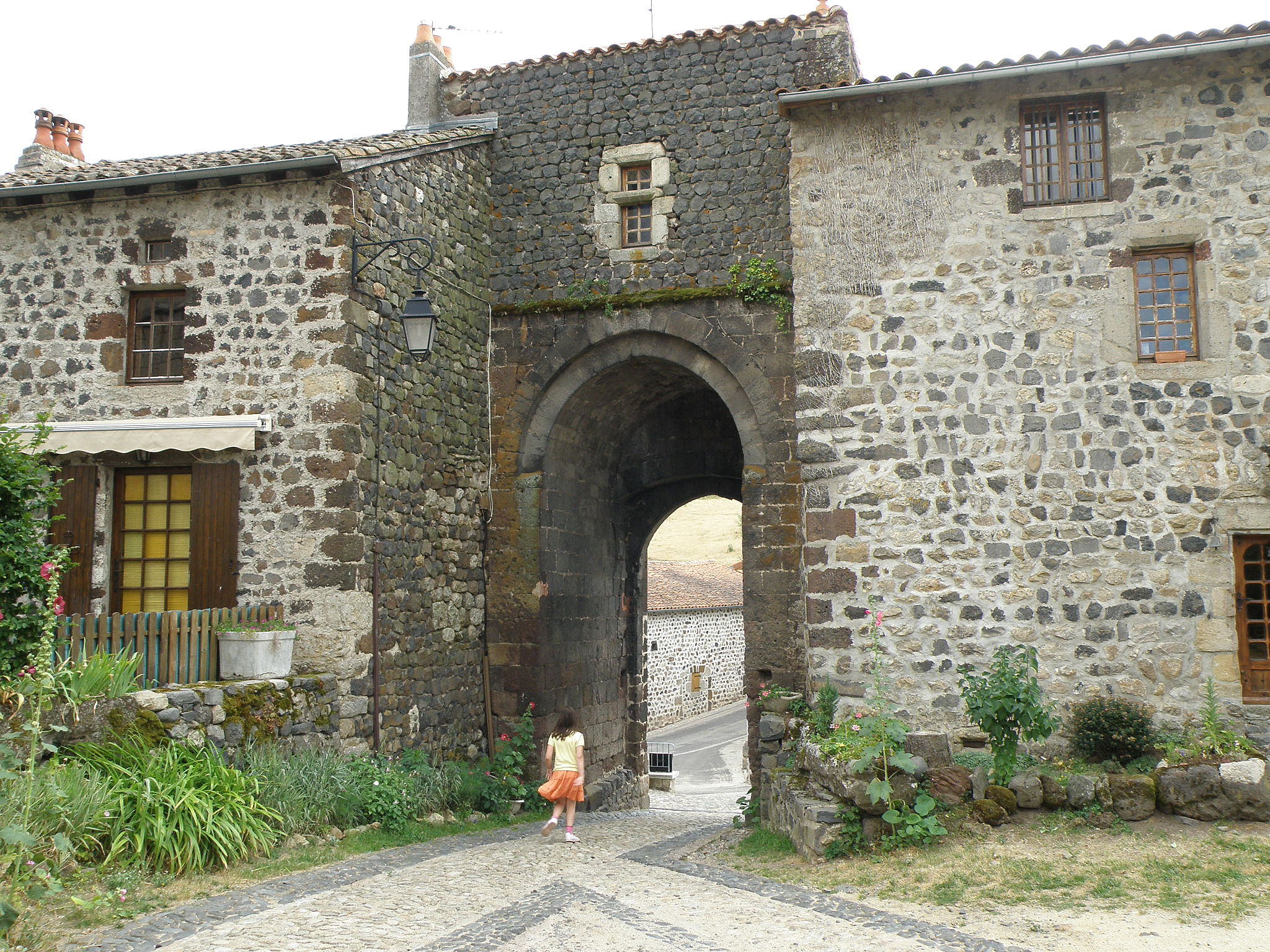
ポテルヌ

### ノート
1. ↑  Le p en effet ne se prononce pas. API : /aRlɑ̃d/.